# Troféu Wanderpreis
De Troféu Wanderpreis was een van de eerste voetbalbekers in Brazilië. De competitie werd gesponsoord door de Brasilianische Bank für Deutschland, ook bekend als de Banco Alemão.
De competitie was enkel toegankelijk voor de twee oudste clubs van de stad, Grêmio en Fussball, die beiden op 15 september 1903 opgericht werden. Om de paar maanden werd er een wedstrijd gespeeld, als een club drie keer op rij won mochten ze de trofee houden. Vanaf 1907 werd de wedstrijd nog maar jaarlijks gehouden. In 1912 werd de laatste editie gespeeld.

## Finales
| Datum                                    | Winnaar  | Uitslag | Verliezer |
| ---------------------------------------- | -------- | ------- | --------- |
| 6 maart 1904                             | Grêmio   | 1-0     | Fussball  |
| 25 september 1904                        | Fussball | 2-1     | Grêmio    |
| 12 maart 1905                            | Grêmio   | 4-0     | Fussball  |
| 10 september 1905                        | Grêmio   | 2-0     | Fussball  |
| 18 maart 1906                            | -        | 1-1     | -         |
| 5 mei 1906                               | Grêmio   | 3-1     | Fussball  |
| Grêmio kreeg de laatste trofee in bezit. |          |         |           |

### Novo Wanderpreis
| Datum                                    | Winnaar  | Uitslag | Verliezer |
| ---------------------------------------- | -------- | ------- | --------- |
| 1 december 1907                          | Grêmio   | 4-1     | Fussball  |
| 27 september 1908                        | Fussball | 1-0     | Grêmio    |
| 3 oktober 1909                           | Fussball | 1-0     | Grêmio    |
| 29 september 1910                        | Grêmio   | 5-0     | Fussball  |
| 23 oktober 1911                          | Grêmio   | 1-0     | Fussball  |
| 6 oktober 1912                           | Grêmio   | 5-0     | Fussball  |
| Grêmio kreeg de laatste trofee in bezit. |          |         |           |